# William Marshall (tennista)
William Cecil Marshall (Londra, 29 aprile 1849 – Hindhead, 24 gennaio 1921) è stato un tennista e architetto britannico.
È principalmente noto per essere arrivato secondo nel primo torneo di Wimbledon contro Spencer Gore nel 1877.

## Carriera tennistica
Partecipò al primo torneo tennistico in assoluto di Wimbledon riuscendo ad arrivare fino in finale, dove fronteggiò Spencer Gore. Marshall aveva uno stile difensivo, che non poteva competere con quello aggressivo dell'avversario; Gore s'impose quindi per tre set a zero (punteggio finale di 6-1, 6-2 e 6-4) in soli quarantotto minuti. Ad assistere all'incontro c'era una folla di circa duecento persone, vestite in modo formale e paganti uno scellino a testa per un posto in piedi. All'epoca, data la recente fondazione della competizione, solo ventidue concorrenti parteciparono al torneo, con l'obbligo di terminarlo entro giovedì 19 luglio poiché venerdì 20 era in programma un'importante partita di cricket.
Due anni più tardi, nel torneo del 1879, riuscì a raggiungere il terzo turno, dove fu però sconfitto da John Hartley, che sarebbe poi stato il campione di quell'anno sconfiggendo in finale Vere St. Leger Goold. La sua ultima partecipazione al torneo risale al 1880, dove non superò il primo turno. William Marshall giocava comunque a livello dilettantistico, e si ritirò dal tennis poco dopo per dedicarsi all'architettura.

## Vita successiva
Nel 1884 fu tra i membri fondatori della Art Worker's Guild, gruppo associato al movimento artistico-culturale dell'Arts and Crafts.
Sposò Margaret Anna Lloyd e da lei ebbe sei figli; una di essi, la scrittrice Frances, divenne nota per i suoi legami col Bloomsbury Group.

## Finali del Grande Slam

### Singolare

#### Perse
| Anno | Torneo    | Avversario nella finale | Punteggio     |
| ---- | --------- | ----------------------- | ------------- |
| 1877 | Wimbledon | Spencer Gore            | 1-6, 2-6, 4-6 |